# Gardens of Grief
Gardens of Grief prvi je EP melodične death metal grupe At the Gates. Ovaj EP je kasnije bio ponovno pušten u prodaju na istom CD-u s Grotesqueovim In the Embrace of Evil.
Na unutrašnjoj strani drugog izdanja albuma piše: "Tomas wants to dedicate
the lyrics in "At the Gates" to the memory of Per Ohlin ...R.I.P..." ("Tomas posvećuje tekstove s "At the Gatesa" sjećanju na Pera Ohlina ...počivaj u miru..."). Per Ohlin bio je pjevač sastava Mayhem i Morbid koji je počinio samoubojstvo u travnju 1991.

## Lista pjesama
Tekstovi: Tomas Lindberg i Alf Svensson. 
| 1.    | »Souls of the Evil Departed« | 3:34 |
| 2.    | »At the Gates«               | 5:22 |
| 3.    | »All Life Ends«              | 6:10 |
| 4.    | »City of Screaming Statues«  | 4:46 |
| 19:54 |                              |      |

## Sastav
- Anders Björler - gitara
- Jonas Björler - bas
- Adrian Erlandsson - bubnjevi
- Alf Svensson - gitara
- Tomas Lindberg - vokali